# Turija (Pripjaty)
A Turija (ukránul: Турія) folyó Ukrajnában, mely 184 kilométer hosszú, vízgyűjtő területe 2800 km² és a Pripjaty folyóba torkollik. A Volhíniai-hátságban ered.